# Classe Vettor Pisani (sommergibile)
La classe Vettor Pisani fu una classe di sommergibili della Regia Marina, composta da quattro esemplari varati tra il 1927 e il 1928.
Battelli d'attacco costieri, non si rivelarono un progetto particolarmente riuscito e andarono incontro a una rapida obsolescenza. All'inizio della seconda guerra mondiale erano ormai stati ritirati dal servizio in prima linea per essere impiegati solo in compiti di addestramento; tre unità furono radiate già nel 1942, l'ultima venne smantellata nel 1946.

## Caratteristiche
I Vettor Pisani erano sommergibili costieri (o "da piccola crociera"), progettati dal colonnello del genio navale Curio Bernardis con la collaborazione del maggiore Rodolfo Tito Tizzoli e impostati alla fine del 1925 e l'inizio del 1926 presso i cantieri navali della CRDA di Monfalcone; furono i primi battelli costruiti per la Regia Marina alla CRDA, divenuta poi la principale ditta costruttrice dei sommergibili italiani dell'epoca della seconda guerra mondiale. I Vettor Pisani non si dimostrarono particolarmente ben riusciti, mettendo in luce già alle prove in mare una insufficiente stabilità trasversale; questo difetto fu corretto con l'aggiunta di controcarene laterali allo scafo, le quali tuttavia provocarono un notevole allargamento del battello con la conseguente perdita di velocità di due nodi in emersione e un nodo in immersione.
I Vettor Pisani erano sommergibili a scafo semplice con doppiofondo interno, lunghi fuori tutto 68,2 metri, larghi 6 metri (6,8 dopo l'applicazione delle controcarene) e con un pescaggio di 4,9 metri. Il dislocamento in emersione ammontava a 880 tonnellate, che saliva a 1.058 tonnellate in immersione; la profondità massima di collaudo raggiungibile era di 100 metri. L'equipaggio ammontava a 5 ufficiali e 44 sottufficiali e marinai.
Il sistema propulsivo era di tipo convenzionale, con due motori diesel per la navigazione in superficie, capaci di una potenza di 2.700 hp complessivi, e due motori elettrici da 1.100 hp complessivi per la navigazione in immersione. La velocità massima in emersione, prima dell'applicazione delle controcarene, toccò i 13-14 nodi alle prove, mentre quella in immersione raggiungeva gli 8 nodi; l'autonomia toccava le 4.200 miglia in emersione alla velocità di 9 nodi, mentre quella in immersione si aggirava sulle 70 miglia a 4 nodi di velocità.
L'armamento di artiglieria si basava su un cannone da 102/35 Mod. 1914, collocato sul ponte a prua della falsatorre, e su un impianto binato di mitragliere Breda Mod. 31 da 13,2 mm in funzione antiaerea. L'armamento silurante si basava su sei tubi lanciasiluri da 533 mm, quattro fissi a prua e due fissi a poppa.

## Unità
La classe era composta da quattro unità:
- Des Geneys
- Giovanni Bausan
- Marcantonio Colonna
- Vettor Pisani

Alla data dell'entrata dell'Italia nella seconda guerra mondiale erano ormai superati ed usurati e furono impiegati quasi esclusivamente per l'addestramento; furono disarmati nel corso della guerra.